# Greg Weisman
Greg Weisman (Los Angeles, 28 settembre 1963) è un fumettista e produttore televisivo statunitense, conosciuto anche per la produzione delle serie tv Gargoyles e la serie animata The Spectacular Spider-Man.
Attualmente è uno dei produttori principali della serie animata Young Justice. Inoltre ha scritto la trama per DC Showcase: Green Arrow, contenuto speciale animato che si trova nel DVD Superman/Batman: Apocalypse.

## Carriera
Greg Weisman frequentò e si diplomò alla Stanford University ed alla University of Southern California. Alla San Diego Comic-Con International nel 2007 ha detto di aver scritto la trama, per la DC Comics, per Black Canary; progetto che poi venne affidato ad un altro fumettista, Mike Grelt. È soprattutto famoso per la produzione della serie TV della Disney Gargoyles, ed anche per la seconda stagione di W.I.T.C.H, e la serie Marvel The Spectacular Spider-Man oltre a Kim Possible, la serie animata di Men in Black, Roughnecks: Starship Troopers Chronicles.
Dal 2006 continua la serie TV dei Gargoyles, a fumetti, dopo un accordo con la Disney e la Slave Labor Graphics. Ha scritto anche la trama di Captain Atom con Cary Bater per la Dc Comics. Ha almeno una volta prestato la sua voce come doppiatore, ad un personaggio della serie The Spectacular Spider-Man, Donald Menren. C'è anche un sito fanclub della serie TV Gargoyles, grazie al quale si possono postare delle domande per Weisman.